# Rudolf Eickemeyer jr.

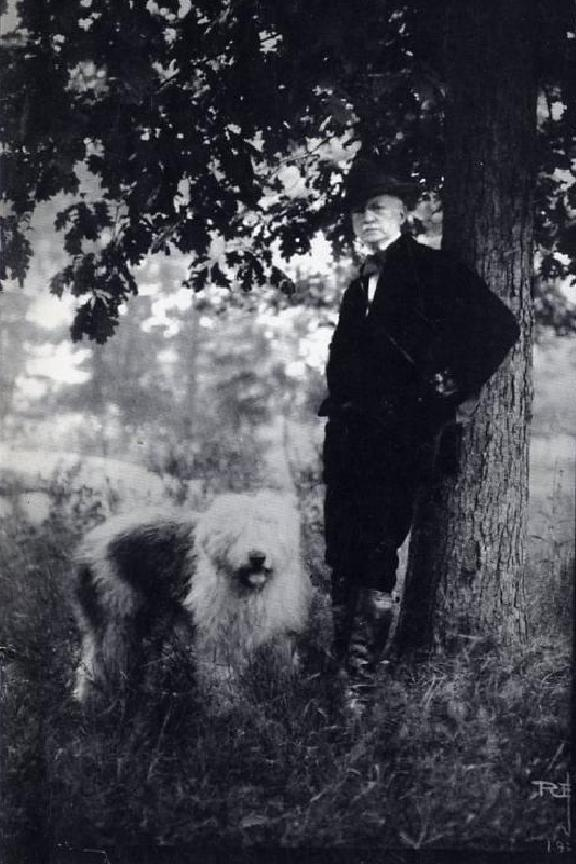
Rudolf Eickemeyer

Rudolf Eickemeyer junior (Yonkers, 1862 – aldaar, 1932) was een Amerikaans fotograaf. Hij wordt wel gerekend tot de stroming van het picturalisme en werd met name bekend door zijn foto's van Evelyn Nesbit.

## Leven en werk
Eikemeyer jr. was de zoon van de van oorsprong Duitse uitvinder Rudolf Eickemeyer en kocht in 1884 een camera om de uitvindingen van zijn vader vast te leggen. Hij leerde het fotografenvak met behulp van een lokale fotograaf, alsmede door fanatieke zelfstudie. Hij nam deel aan diverse amateurexposities, ook internationaal. Hij won in 1893 een gouden medaille tijdens een tentoonstelling in Hamburg en in 1894 de Albert medaille van de 'Royal Photographic Society of Great Britain'.
Rond 1890 bezocht Eickemeyer een plantage in Alabama, in de omgeving van Montgommery. Daar maakte hij foto's van het dagelijks leven van de Afro-Amerikaanse pachters, voormalige slaven, welke hij later publiceerde in zijn fotoboek Down South (1900).
Vanaf begin jaren negentig voelde Eickemeyer zich verbonden met de beweging der picturalisten, die de fotografie als kunstvorm propageerde. In 1895 werd hij samen met Alfred Stieglitz als eerste Amerikaan gekozen tot lid van de bekende Engelse picturalistische fotografievereniging Linked Ring. In de Verenigde Staten publiceerde hij in de periode 1898-1903 regelmatig foto's in het bekende fototijdschrift Camera Notes. In 1900 publiceerde hij ook zijn picturalistische fotoboek In and Out of the Nursery, met gedichten geselecteerd door zijn zus Eva, in 1901 gevolgd door The Old Farm, met foto's over het plattelandsleven, en in 1903 door Winter, met 50 winterlandschappen, gelardeerd met citaten van schrijvers als Emerson, Whittier en Cowper.
Naast zijn kunstzinnige bezigheden werkte Eickemeyer ook voor diverse geïllustreerde tijdschriften en nam belangen in diverse commerciële fotostudio's. In opdracht van onder andere Campbell Art Studio maakte hij in de periode 1901-1909 een hele reeks foto's van het model Evelyn Nesbit, die later betrokken was bij de spraakmakende moord van haar man op haar vroegere minnaar Stanford White. Zijn reeks portretten van Nesbit werd uiteindelijk zijn bekendste werk. Een foto waarop Nesbit slaapt op een berenvel werd in 1902 door de 'Camera Club of New York' gekozen tot foto van het jaar.
Tussen 1917 en 1929 maakte Eickemeyer ook een diverse familiereizen, door verscheidene Amerikaanse Staten, maar bijvoorbeeld ook naar Schotland en Noorwegen, tijdens welke hij uitgebreide fotorapportages maakte. In 1922 vond een grote overzichtstentoonstelling van zijn werk plaats bij Anderson Galleries in New York, met 200 van zijn beste foto's. In 1929 liet hij het belangrijkste deel van zijn werk na aan Smithsonian, samen met een fonds om een fotografieafdeling te onderhouden.
Eickemeyer overleed na een slopende ziekte in 1932 in het St. John's Hospital te Yonkers. Heden ten dage is zijn werk als picturalist wat op de achtergrond geraakt bij dat van collega's als Alfred Stieglitz, Gertrude Käsebier en Edward Steichen.

## Galerij

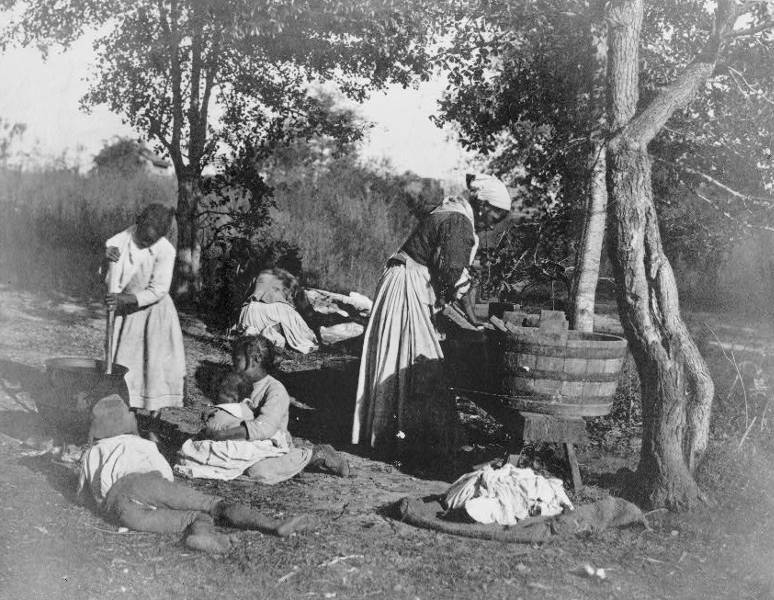
Washing day on the plantage, 1887
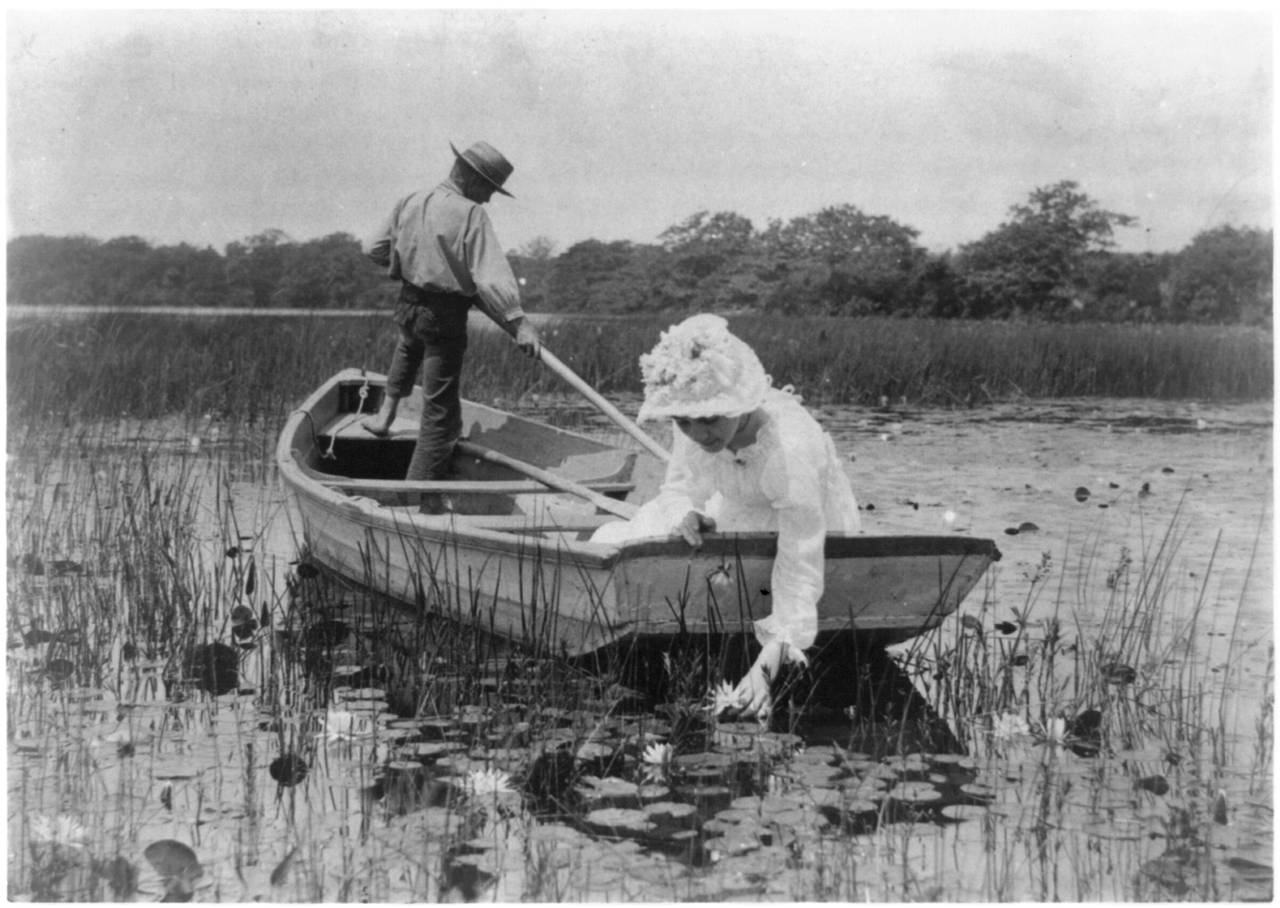
The lily gatherer, 1892
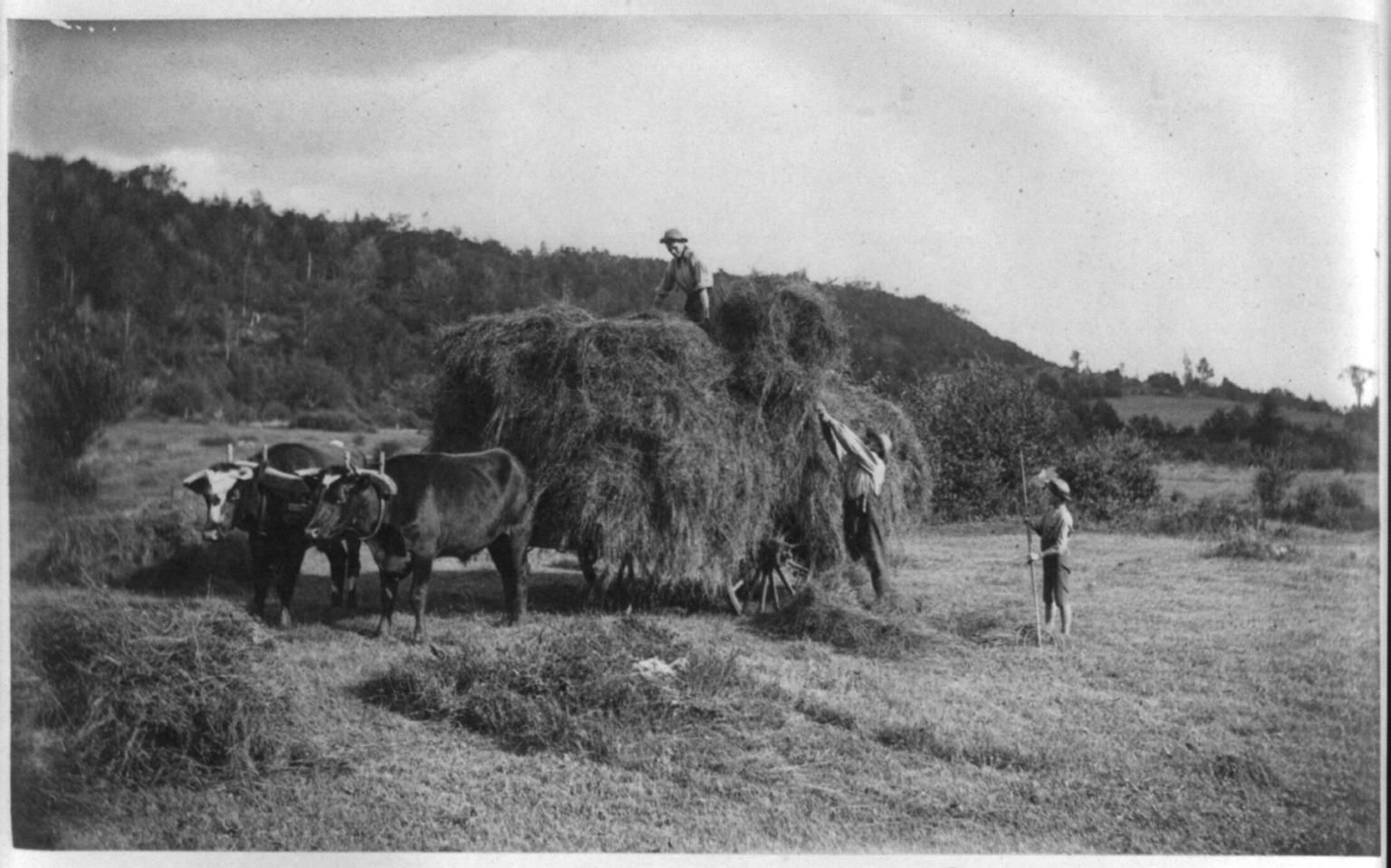
The last load, 1893
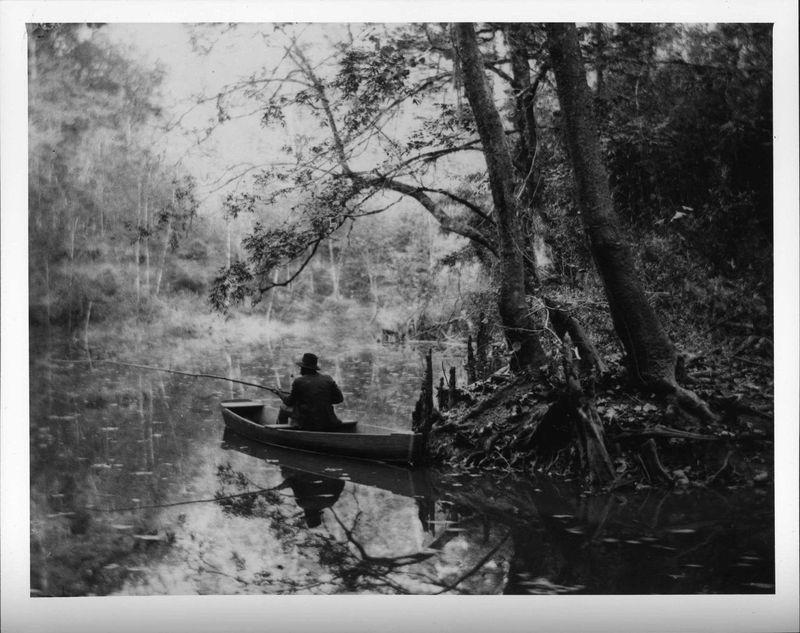
The line creek, 1895
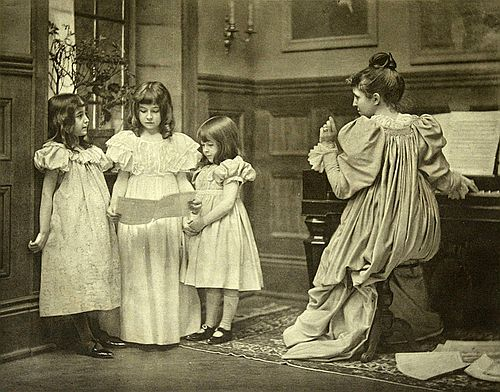
The false tone, Camera Notes 1898
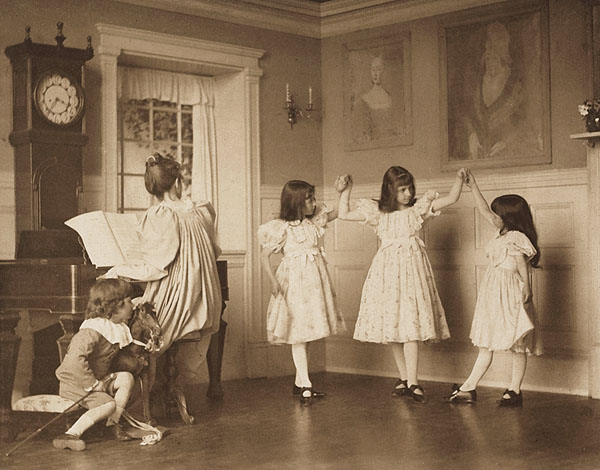
The dance, Camera Notes, 1900
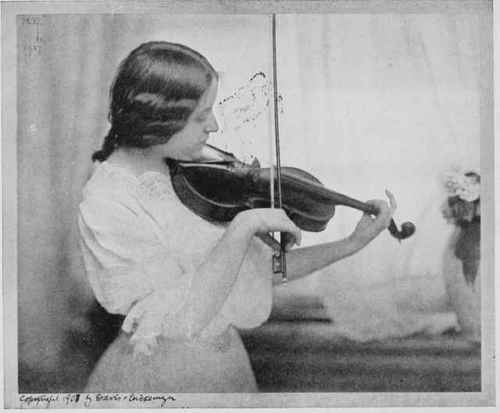
Study, 1900
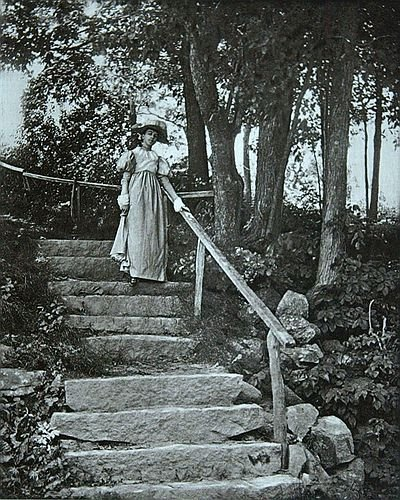
The steps, 1894
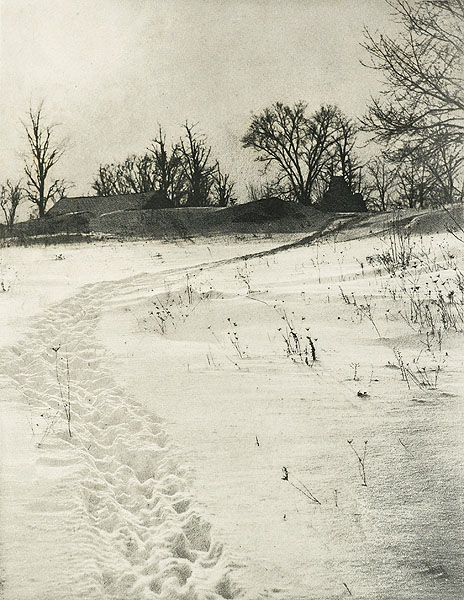
Sweet home, 1895, Camera Notes 1898
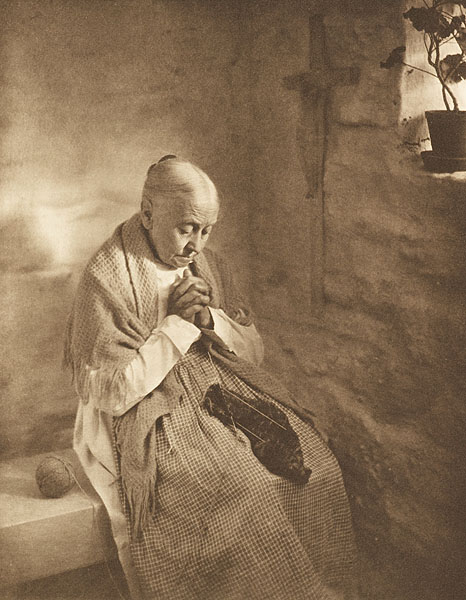
Vesper bells, Camera Notes 1898
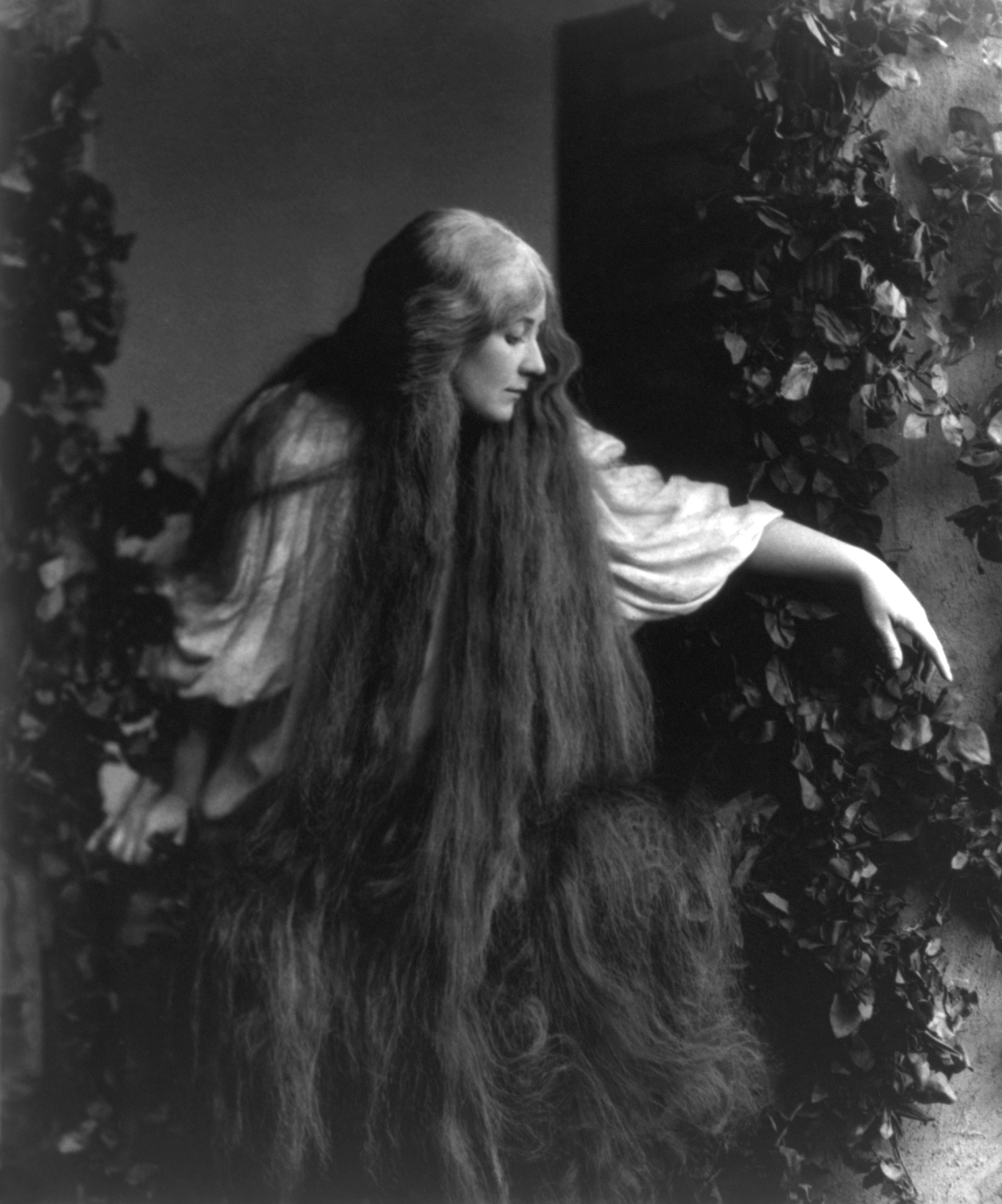
Mary Garden, Palleas and Melisande, 1908
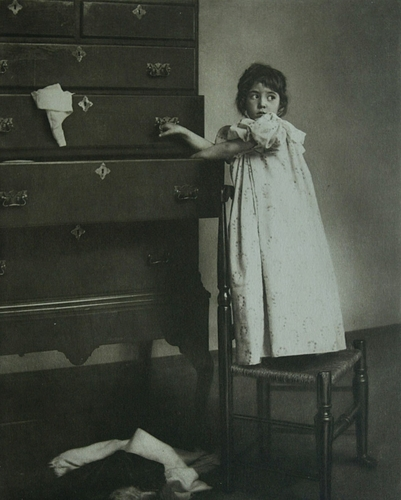
Caught in mischief, 1901

#### Evelyn Nesbit

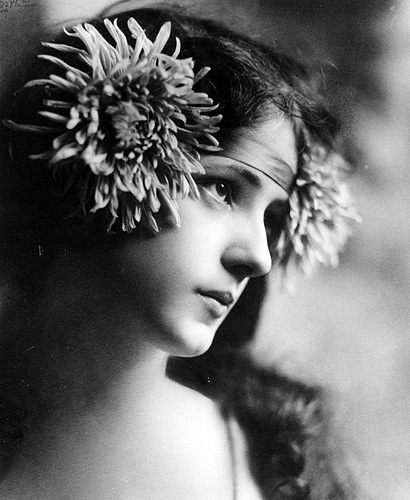
Evelyn Nesbit, ca 1901
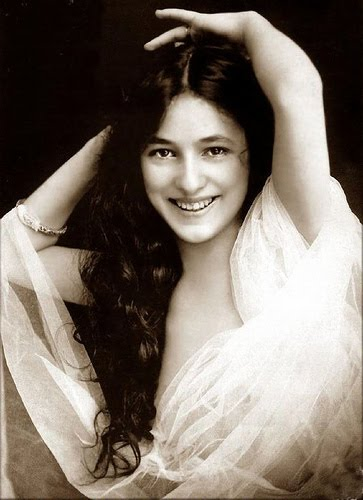
Evelyn Nesbit, 1901
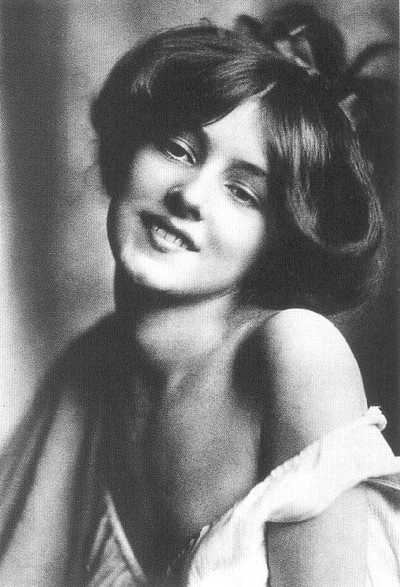
Evelyn Nesbit, 1901
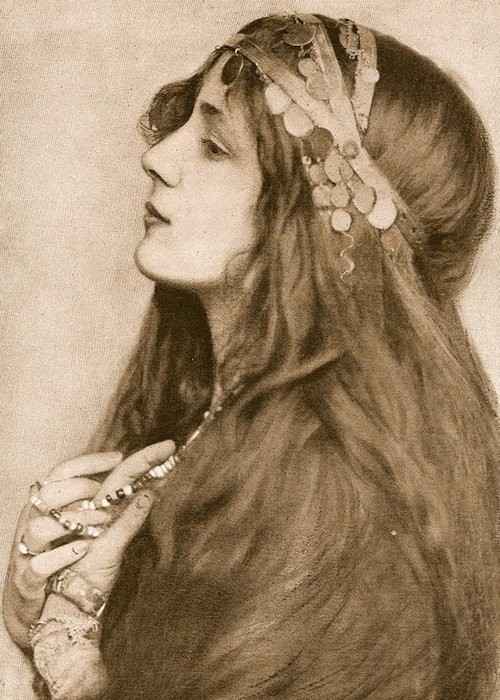
Evelyn Nesbit, 1901
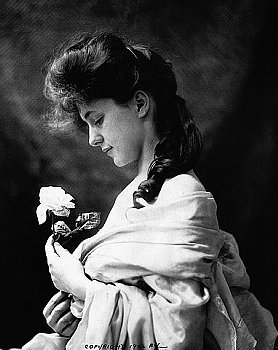
Evelyn Nesbit, ca 1905
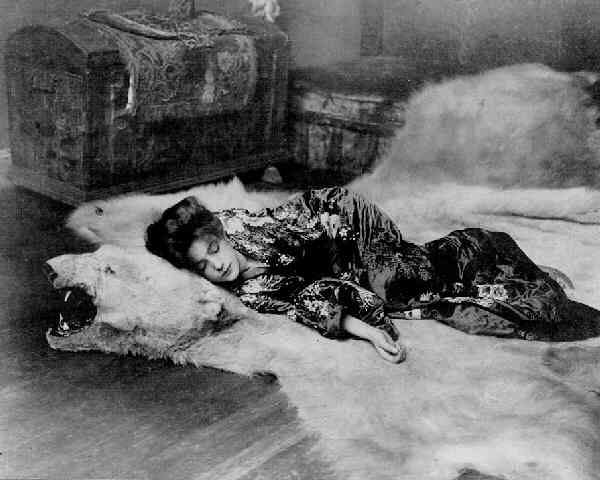
In My Studio, Evelyn Nesbit, Tired Butterfly